# Actinidia trichogyna
Actinidia trichogyna là một loài thực vật có hoa trong họ Dương đào. Loài này được Franch. mô tả khoa học đầu tiên năm 1894.